# Akodon
Akodon es un género de ratones de hierba de América del Sur. Los ratones de hierba se encuentran en toda América, pero el género está ausente de las tierras bajas de la Cuenca del Amazonas al oeste de la Cordillera de los Andes del sur, y en el extremo sur de América del Sur. Akodon es uno de los géneros más ricos en especies de roedores neotropicales.  Especies de Akodon habitan desde ambientes tropicales hasta el desierto altiplánico.

## Descripción
Akodon es el género más grande de la tribu Akodontini. Tres géneros (Chalcomys, Hypsimys y Microxus) han sido relegados a un estatus de subgénero . Previamente asociado con los  Akodon, los  géneros Abrothrix, Deltamys, Necromys, Thalpomys, y Thaptomys fueron reconocidos como distintos.
El género tiene 41 especies comúnmente reconocidas:
- Subgénero Akodon
  - A. affinis Ratón de Cordillera Occidental
  - A. albiventer Ratón de Vientre Blanco
  - A. aliquantulus Ratón diminuto
  - A. azarae Ratón de pastizal pampeano
  - A. boliviensis Ratón boliviano
  - A. cursor Ratón Cursorial
  - A. dayi Ratón moerno
  - A. dolores Ratón de Córdoba
  - A. fumeus Ratón ahumado
  - A. iniscatus Ratón patagónico
  - A. juninensis Ratón de Junín
  - A. kofordi Ratón de Koford
  - A. leucolimnaeus Ratón de Catamarca
  - A. longipilis Ratón de pelos largos
  - A. lindberghi Ratón de Lindbergh
  - A. lutescens Ratón del Altiplano
  - A. molinae Ratón de Molina
  - A. mollis Ratón de suave pelaje
  - A. montensis Ratón de Montane
  - A. mystax Ratón de Caparaó
  - A. neocenus Ratón de Neuquén
  - A. olivaceus Ratón de pasto oliva
  - A. oenos Ratón de Monte
  - A. orophilus Ratón de Utcubamba
  - A. paranaensis Ratón de Paraná
  - A. pervalens Ratón de Tarija
  - A. philipmyersi Ratón de Philip Myers
  - A. reigi Ratón de Reig
  - A. sanctipaulensis Ratón de São Paulo
  - A. serrensis Ratón de Serra do Mar
  - A. simulator Ratón de cuello blanco
  - A. spegazzinii Ratón de Spegazzini
  - A. subfuscus Ratón de Puno
  - A. surdus Ratón de cinto apizarrado
  - A. sylvanus Ratón de Woodland
  - A. toba Ratón de Toba
  - A. torques Ratón de Cloud Forest Grass
  - A. varius Ratón variable
- Subgénero Chalcomys
  - A. aerosus Ratón de Yungas
- Subgénero Hypsimys
  - A. budini Ratón de Budin
  - A. siberiae Ratón de Cochabamba
- Subgénero Microxus
  - A. bogotensis Ratón de Bogotá
  - A. latebricola Ratón ecuatoriano
  - A. mimus Ratón hocicudo